# Мировые рекорды в комбинированной эстафете 4×100 метров
В этой статье представлена хронология мировых рекордов в комбинированной эстафете 4×100 метров, установленных  мужскими, женскими и смешанными квартетами,как в длинных (50 м), так и в коротких (25 м) бассейнах.
Здесь показана хронологическая история мировых рекордов в этом соревновательном виде плавания. Комбинированная эстафета 4×100 метров — это комплексная гонка, в которой каждый из четырех пловцов в команде проплывает 100-метровый этап эстафеты своим стилем, в следующей последовательности:
1. Плавание на спине (это может быть только первый стиль, из-за необходимости начинать этот этап в бассейне, а не ныряя)
2. Брасс
3. Баттерфляй
4. Вольный стиль ("вольный стиль" означает все, что проплывают на животе — большинство пловцов используют кроль).

Мировые рекорды в плавании признаются и поддерживаются FINA ("Международная федерация плавания"), международной федерацией соревновательного плавания и водных видов спорта, которая контролирует этот вид спорта на международных соревнованиях. Мировые рекорды в эстафете комплексным плаванием впервые были признаны FINA в 1953 году. Рекорды мира на длинной воде (50-метровый бассейн) исторически старше рекордов на короткой воде (25-метровый бассейн). FINA внесла поправки в свои правила, регулирующие признание мировых рекордов, в 1956 году; в частности, FINA постановила, что только рекордные времена, показанные в 50-метровых (или 55-ярдовых) бассейнах, имеют право на признание после этого времени. Рекорды мира на короткой воде признаются отдельно с 1991 года. 25 июля 2013 года Технический конгресс FINA по плаванию проголосовал за разрешение мировых рекордов в смешанных эстафетах 400 вольным стилем и смешанных эстафетах 400 комплексным плаванием на длинной воде, а также в шести дисциплинах на короткой воде: в смешанных эстафетах 200 комплексным плаванием и 200 вольным стилем, а также в мужских и женских эстафетах 200 вольным стилем и мужских и женских эстафетах 200 комплексным плаванием. В октябре 2013 года FINA решила установить «стандарты» до того, как что-либо может быть признано первым мировым рекордом в этих дисциплинах. Но позже, 13 марта 2014 года, FINA официально утвердила восемь мировых рекордов, установленных пловцами Индианского университета на IU Relay Rally, состоявшемся 26 сентября 2013 года в Блумингтоне.
Можно установить индивидуальный мировой рекорд в плавании на спине на 100 метров, проплыв первый этап эстафеты 4×100 метров комплексным плаванием на спине, кроме смешанной эстафеты. Плавание на остальных трех этапах комплексной эстафеты не может квалифицироваться как мировой рекорд, поскольку критерии FINA требуют «статического старта» для признания мирового рекорда — передачи в эстафете характеризуются как «динамические».
Первые Олимпийские игры, на которых проводились соревнования в эстафете 4×100 метров комплексным плаванием, состоялись на летних Олимпийских играх 1960 года в Риме.

## Мужчины

### Бассейн 50 м
| Номер | Время   |      | Имя                                                                                        | Национальность | Дата             | Соревнование                       | Место                  | Прим.         |
| ----- | ------- | ---- | ------------------------------------------------------------------------------------------ | -------------- | ---------------- | ---------------------------------- | ---------------------- | ------------- |
| 1     | 4:39.2  |      | Густаф Хеллсинг Леннарт Брок Рой Даль Хакан Вестессон                                      | Швеция         | 22 февраля 1953  | -                                  | Швеция Хельсингборг    |               |
| 2     | 4:32.2  |      | Жильбер Бозон Пьер Дюмениль Морис Люсьен Алекс Жани                                        | Франция        | 22 марта 1953    | -                                  | Бельгия Шарлеруа       |               |
| 3     | 4:31.5  |      | А. Виолас Пьер Дюмениль Жюльен Арен Альдо Эминенте                                         | Франция        | 1 апреля 1953    | -                                  | Франция Труа           |               |
| 4     | 4:30.8  |      | Густаф Хеллсинг Леннарт Брок Йёран Ларссон Пер-Олоф Эстранд                                | Швеция         | 17 апреля 1953   | -                                  | Швеция Лунд            |               |
| 5     | 4:27.8  |      | Густаф Хеллсинг Леннарт Брок Йёран Ларссон Пер-Олоф Эстранд                                | Швеция         | 24 апреля 1953   | -                                  | Швеция Бурос           |               |
| 6     | 4:24.8  |      | Виктор Лопатин Владимир Минашкин Пётр Скрипченков Лев Баландин                             | СССР           | 13 мая 1953      | -                                  | СССР Москва            |               |
| 7     | 4:21.3  |      | Виктор Соловьёв Владимир Минашкин Пётр Скрипченков Лев Баландин                            | СССР           | 26 января 1954   | -                                  | СССР Москва            |               |
| 8     | 4:19.0  |      | Виктор Соловьёв Владимир Минашкин Пётр Скрипченков Лев Баландин                            | СССР           | 24 февраля 1954  | -                                  | Швеция Стокгольм       | [ 6 ]         |
| 9     | 4:14.8  |      | Георгий Кувалдин Владимир Минашкин Владимир Стружанов Лев Баландин                         | СССР           | 14 августа 1956  | Олимпийский отбор                  | СССР Москва            | [ 7 ]         |
| 10    | 4:17.8  |      | Кадзуо Томита (1:01.2) Масару Фурукава (-) Такаси Исимото (-) Кацуки Исихара (-)           | Япония         | 7 сентября 1957  | Всеяпонский студенческий чемпионат | Япония Токио           | [ 8 ]         |
| 11    | 4:17.2  |      | Кейдзи Хасэ (1:05.5) Масару Фурукава (1:13.4) Такаси Исимото (1:00.4) Манабу Кога (57.9)   | Япония         | 28 мая 1958      | Азиатские игры                     | Япония Токио           | [ 9 ]         |
| 12    | 4:16.7  |      | Кейдзи Хасэ (1:05.4) Масару Фурукава (1:13.4) Такаси Исимото (59.6) Манабу Кога (58.3)     | Япония         | 29 июня 1958     | -                                  | США Лос-Анджелес       | [ 10 ]        |
| 13    | 4:14.2  | (yd) | Джон Монктон Терри Гэзеркол Брайан Уилкинсон Джон Девитт                                   | Австралия      | 25 июля 1958     | Игры Содружества                   | Великобритания Кардифф | [ 11 ]        |
| 14    | 4:10.4  |      | Джон Монктон Терри Гэзеркол Брайан Уилкинсон Джон Девитт                                   | Австралия      | 22 августа 1958  | -                                  | Япония Осака           | [ 12 ]        |
| 15    | 4:09.2  |      | Фрэнк Маккинни Чет Ястремски Майк Трой Питер Синтц                                         | США            | 24 июля 1960     | -                                  | США Толедо             |               |
| 16    | 4:08.2  | пз   | Боб Беннетт Пол Хэйт Дэйв Гилландерс Стив Кларк                                            | США            | 27 августа 1960  | Олимпийские игры                   | Италия Рим             | [ 13 ]        |
| 17    | 4:05.4  |      | Фрэнк Маккинни (1:02.0) Пол Хэйт (1:10.5) Лэнс Ларсон (58.0) Джефф Фаррелл (54.9)          | США            | 1 сентября 1960  | Олимпийские игры                   | Италия Рим             | [ 14 ] [ 15 ] |
| 18    | 4:03.0  |      | Том Сток Чет Ястремски Лэри Шульхоф Питер Синтц                                            | США            | 20 августа 1961  | -                                  | США Лос-Анджелес       |               |
| 19    | 4:01.6  |      | Том Сток Чет Ястремски Фред Шмидт Питер Синтц                                              | США            | 12 августа 1962  | -                                  | США Каяхога-Фолс       |               |
| 20    | 4:00.1  |      | Ричард Макги Билл Крейг Уолтер Ричардсон Стив Кларк                                        | США            | 24 августа 1963  | -                                  | Япония Осака           |               |
| 21    | 3:58.4  |      | Томпсон Манн (59.6 WR) Билл Крейг(1:09.6) Фред Шмидт (56.8) Стив Кларк (52.4)              | США            | 16 октября 1964  | Олимпийские игры                   | Япония Токио           | [ 16 ]        |
| 22    | 3:57.2  |      | Чарли Хиккокс (59.1 WR) Кен Мертен Даг Расселл Кен Уолш                                    | США            | 31 августа 1967  | Универсиада                        | Япония Токио           |               |
| 23    | 3:56.5  |      | Роланд Маттес Эгон Хеннингер Хорст-Гюнтер Грегор Франк Виганд                              | ГДР            | 7 ноября 1967    | -                                  | ГДР Лейпциг            |               |
| 24    | 3:54.9  |      | Чарли Хиккокс Дон Маккензи Даг Расселл Кен Уолш                                            | США            | 26 октября 1968  | Олимпийские игры                   | Мексика Мехико         | [ 17 ]        |
| 25    | 3:54.4  |      | Роланд Маттес Клаус Катцур Удо Позер Лутц Унгер                                            | ГДР            | 8 сентября 1970  | Чемпионат Европы                   | Испания Барселона      | [ 18 ]        |
| 26    | 3:50.4  |      | Чарльз Кэмпбелл Питер Дальберг Марк Спитц Джерри Хайденрайх                                | США            | 3 сентября 1971  | Матч ГДР - США                     | ГДР Лейпциг            |               |
| 27    | 3:48.16 |      | Майк Стэмм (57.97) Том Брюс (1:04.22) Марк Спитц (54.28) Джерри Хайденрайх (51.69)         | США            | 4 сентября 1972  | Олимпийские игры                   | ФРГ Мюнхен             | [ 19 ]        |
| 28    | 3:47.28 |      | Питер Рокка (57.94) Крис Ву (1:04.46) Джо Боттом (54.30) Джек Бабашофф (50.58)             | США            | 22 июля 1976     | Олимпийские игры                   | Канада Монреаль        | [ 20 ]        |
| 29    | 3:42.22 |      | Джон Нейбер (55.89) Джон Хенкен (1:02.50) Мэтт Фогель (54.26) Джим Монтгомери (49.57)      | США            | 22 июля 1976     | Олимпийские игры                   | Канада Монреаль        | [ 21 ]        |
| 30    | 3:40.84 |      | Рик Кэри Стив Лундквист Мэтт Гриббл Роуди Гейнс                                            | США            | 7 августа 1982   | Чемпионат мира                     | Эквадор Гуаякиль       | [ 22 ]        |
| 31    | 3:40.42 |      | Рик Кэри Стив Лундквист Мэтт Гриббл Роуди Гейнс                                            | США            | 22 августа 1983  | Тихоокеанский чемпионат            | Венесуэла Каракас      |               |
| 32    | 3:39.30 |      | Рик Кэри (55.41) Стив Лундквист (1:01.86) Пабло Моралес (52.87) Роуди Гейнс (49.16)        | США            | 4 августа 1984   | Олимпийские игры                   | США Лос-Анджелес       | [ 23 ]        |
| 33    | 3:38.28 |      | Рик Кэри (56.32) Джон Моффет (1:01.37) Пабло Моралес (52.75) Мэтт Бионди (47.84)           | США            | 18 августа 1985  | Тихоокеанский чемпионат            | Япония Токио           | [ 24 ]        |
| 34    | 3:36.93 |      | Дэвид Беркофф (54.56) Рик Шредер (1:01.64) Мэтт Бионди (52.38) Крис Джейкобс (48.35)       | США            | 25 сентября 1988 | Олимпийские игры                   | Республика Корея Сеул  | [ 25 ]        |
| 34=   | 3:36.93 |      | Джефф Раус (53.86 WR) Нельсон Дибель (1:01.45) Пабло Моралес (52.83) Джон Олсен (48.79)    | США            | 31 июля 1992     | Олимпийские игры                   | Испания Барселона      | [ 26 ]        |
| 35    | 3:34.84 |      | Джефф Раус (53.95) Джереми Линн (1:00.32) Марк Хендерсон (52.39) Гэри Холл-младший (48.18) | США            | 26 июля 1996     | Олимпийские игры                   | США Атланта            | [ 27 ]        |
| 36    | 3:33.73 |      | Ленни Крайзельбург (53.87) Эд Мозес (59.84) Иан Крокер (52.10) Гэри Холл-младший (47.92)   | США            | 23 сентября 2000 | Олимпийские игры                   | Австралия Сидней       | [ 28 ]        |
| 38    | 3:31.54 |      | Аарон Пирсол (53.71) Брендан Хансен (59.61) Иан Крокер (50.39) Джейсон Лезак (47.83)       | США            | 27 июля 2003     | Чемпионат мира                     | Испания Барселона      | [ 29 ]        |
| 39    | 3:30.68 |      | Аарон Пирсол (53.45 WR) Брендан Хансен (59.37) Иан Крокер (50.28) Джейсон Лезак (47.58)    | США            | 21 августа 2004  | Олимпийские игры                   | Греция Афины           | [ 30 ]        |
| 40    | 3:29.34 |      | Аарон Пирсол (53.16) Брендан Хансен (59.27) Майкл Фелпс (50.15) Джейсон Лезак (46.76)      | США            | 17 августа 2008  | Олимпийские игры                   | Китай Пекин            | [ 31 ]        |
| 41    | 3:27.28 |      | Аарон Пирсол (52.19) Эрик Шанто (58.57) Майкл Фелпс (49.72) Дэвид Уолтерс (46.80)          | США            | 2 августа 2009   | Чемпионат мира                     | Италия Рим             | [ 32 ]        |
| 42    | 3:26.78 |      | Райан Мерфи (52.31) Майкл Эндрю (58.49) Калеб Дрессел (49.03) Зак Эппл (46.95)             | США            | 1 августа 2021   | Олимпийские игры                   | Япония Токио           | [ 33 ]        |

Примечания: # — рекорд ожидает ратификации в FINA;
Рекорды в стадиях: пз — предварительные заплывы; пф — полуфинал; б — финал Б;

### Бассейн 25 м
| Номер | Время   |   | Имя                                                                                               | Национальность | Дата               | Соревнование               | Место                      | Прим.                |
| ----- | ------- | - | ------------------------------------------------------------------------------------------------- | -------------- | ------------------ | -------------------------- | -------------------------- | -------------------- |
| 1     | 3:32.57 |   | (53.24)Трипп Швенк (59.43)Сез Ван Нерден (52.20)Марк Хендерсон (47.70)Джон Олсен                  | США            | 2 декабря 1993 г.  | Чемпионат мира             | Пальма-де-Майорка, Испания | [ 34 ] [ 35 ] [ 36 ] |
| 2     | 3:30.91 |   | (52.28)Эдриан Рэдли (59.68)Райан Митчелл (51.10)Джефф Хьюгилл (47.85)Михаил Клим                  | Австралия      | 23 декабря 1996 г. | емпионат Австралии         | Мельбурн, Австралия        | [ 37 ] [ 38 ]        |
| 3     | 3:30.66 |   | (52.72Эдриан Рэдли (59.39)Фил Роджерс (51.35)Джефф Хьюгилл (47.20)Михаил Клим                     | Австралия      | 17 апреля 1997 г.  | Чемпионат мира             | Гётеборг, Швеция           | [ 39 ]               |
| 4     | 3:29.88 |   | (53.34)Мэттью Уэлш (59.47)Фил Роджерс (50.69)Михаил Клим (46.38)Крис Фидлер                       | Австралия      | 4 апреля 1999 г.   | Чемпионат мира             | Гонконг, Гонконг           | [ 40 ]               |
| 5     | 3:29.00 |   | (52.17)Аарон Пирсол (58.56)Дэвид Деннистон (51.93)Питер Маршалл (46.34)Джейсон Лезак              | США            | 7 апреля 2002 г.   | Чемпионат мира             | Москва, Россия             | [ 41 ] [ 42 ]        |
| 6     | 3:28.12 |   | (50.95)Мэттью Уэлш (59.44)Джим Пайпер (50.61)Джефф Хьюгилл (47.12)Эшли Каллус                     | Австралия      | 4 сентября 2002 г. | Чемпионат Австралии        | Мельбурн, Австралия        | [ 43 ]               |
| 7     | 3:25.38 |   | (51.28)Аарон Пирсол (57.82)Брендан Хансен (48.62)Ян Крокер (47.66)Гаррет Вебер-Гейл               | США            | 25 марта 2004 г.   | Чемпионат США              | Ист-Медоу, США             | [ 44 ] [ 45 ]        |
| 8     | 3:25.09 |   | (51.35)Аарон Пирсол (57.42)Брендан Хансен (49.76)Ян Крокер (46.56)Джейсон Лезак                   | США            | 11 октября 2004 г. | Чемпионат мира             | Индианаполис, США          | [ 46 ]               |
| 9     | 3:24.29 |   | (50.57)Станислав Донец (57.93)Сергей Гейбель (49.39)Евгений Коротышкин (46.40)Александр Сухоруков | Россия         | 13 апреля 2008 г.  | Чемпионат мира             | Манчестер, Великобритания  | [ 47 ]               |
| 10    | 3:23.33 |   | (50.60)Джейк Тэпп (57.18)Пол Корнфельд (50.18)Джо Барток (45.37)Брент Хейден                      | Канада         | 9 августа 2009 г.  | Гран-при Великобритании    | Лидс, Великобритания       | [ 48 ] [ 49 ]        |
| 11    | 3:20.71 |   | (48.94)Ник Томан (57.03)Марк Ганглофф (49.93)Майкл Фелпс (44.81)Натан Адриан                      | США            | 18 декабря 2009 г. | Дуэль в бассейне           | Манчестер, Великобритания  | ?                    |
| 12    | 3.19.16 |   | Станислав Донец Сергей Гейбель Евгений Коротышкин Данила Изотов                                   | Россия         | 20 декабря 2009 г. | Кубок Владимира Сальникова | Санкт-Петербург, Россия    | [ 50 ]               |
| 13    | 3:18.98 |   | Райан Мерфи (48,96) Ник Финк (54,88) Трентон Джулиан (49,19) Киран Смит (45,95)                   | США            | 18 декабря 2022 г. | Чемпионат мира             | Мельбурн , Австралия       | [ 51 ] [ 52 ]        |
| 13    | 3:18.98 | = | Айзек Купер (49.46) Джошуа Йонг (56.55) Мэттью Темпл (48,34) Кайл Чалмерс (44,63)                 | Австралия      | 18 декабря 2022 г. | Чемпионат мира             | Мельбурн , Австралия       |                      |
| 14    | 3:18.68 |   | Мирон Лифинцев (49.31) Кирилл Пригода (55.15) Андрей Минаков (48.80) Егор Корнев (45.42)          | Россия         | 15 декабря 2024 г. | Чемпионат мира             | Будапешт, Венгрия          |                      |

Примечания: # — рекорд ожидает ратификации в FINA;
Рекорды в стадиях: к — квалификация; пф — полуфинал; э — 1-й этап эстафеты; эк −1-й этап эстафеты квалификация; б — финал Б; † — в ходе более длинного заплыва; зв — заплыв на время.

## Женщины

### Бассейн 50 м
| №  | Время       | Имя                                                                               | Гражданство    | Соревнование                          | Дата                | Место проведения        | Прим.  |
| -- | ----------- | --------------------------------------------------------------------------------- | -------------- | ------------------------------------- | ------------------- | ----------------------- | ------ |
| 1  | 5:10.8      | Магда Хуньядфи Клара Киллерманн Эва Секей Валерия Дьенге                          | Венгрия        |                                       | 24 июля 1953 г.     | Будапешт                |        |
| 2  | 5:09.2      | Магда Хуньядфи Клара Киллерманн Эва Секей Валерия Дьенге                          | Венгрия        |                                       | 10 августа 1953 г.  | Бухарест                |        |
| 3  | 5:07.8      | Юдит Темеш Клара Киллерманн Мария Литтомерицки Каталин Сёке                       | Венгрия        |                                       | 3 августа 1954 г.   | Будапешт                |        |
| 4  | 5:06.2      | Мари-Элен Андре Франсуаза Дероммелер Одетт Люсьен Жозет Арен                      | Франция        |                                       | 16 августа 1954 г.  | Марсель                 |        |
| 5  | 5:02.1      | Йоке де Корте Рика Брюинс Мари Кок Гертже Вилема                                  | Нидерланды     |                                       | 27 ноября 1954 г.   | Роттердам               | [ 54 ] |
| 6  | 5:00.1      | Йопи ван Альфен Рика Брюинс Ати Форбий Хетти Балкененде                           | Нидерланды     |                                       | 17 июля 1955 г.     | Париж                   | [ 55 ] |
| 7  | 4:57.8      | Эва Пайор Эва Секей Рипсима Секей Каталин Сёке                                    | Венгрия        |                                       | 3 сентября 1955 г.  | Будапешт                | [ 55 ] |
| 8  | 4:54.3      | Лени де Нейс Рита Крон Ати Форбий Гретйе Кран                                     | Нидерланды     |                                       | 19 ноября 1956 г.   | Хилверсюм               | [ 55 ] |
| 9  | 4:53.1      | Йоке де Корте Ада ден Хаан Тинеке Лагерберг Кокки Гастелаарс                      | Нидерланды     |                                       | 8 декабря 1956 г.   | Зволле                  |        |
| 10 | 4:57.0 (yd) | Гретйе Кран Ада ден Хаан Ати Форбий Кокки Гастелаарс                              | Нидерланды     | Матч Нидерланды-Великобритания        | 18 мая 1957 г.      | Блэкпул                 | [ 56 ] |
| 11 | 4:54.0 (yd) | Джуди Гринхэм Анита Лонсбро Кристин Госден Диана Уилкинсон                        | Великобритания | British Empire and Commonwealth Games | 25 июля 1958 г.     | Кардифф                 | [ 57 ] |
| 12 | 4:52.9      | Лени де Нейс Ада ден Хаан Ати Форбий Кокки Гастелаарс                             | Нидерланды     | Чемпионат Европы                      | 5 сентября 1958 г.  | Будапешт                | [ 58 ] |
| 13 | 4:51.5      | Риа ван Велсен Ада ден Хаан Тинеке Лагерберг Кокки Гастелаарс                     | Нидерланды     | Матч Нидерланды-Великобритания        | 26 июля 1959 г.     | Валвейк                 | [ 59 ] |
| 14 | 4:44.6      | Карин Коун Энн Бэнкрофт Бекки Коллинз Крис фон Зальтца                            | США            | Панамериканские игры                  | 6 сентября 1959 г.  | Чикаго                  | [ 60 ] |
| 15 | 4:41.1      | Линн Бёрк Патти Кемпнер Кэролин Шулер Крис фон Зальтца                            | США            | Олимпийские игры                      | 2 сентября 1960 г.  | Рим                     | [ 61 ] |
| 16 | 4:40.1      | Ингрид Шмидт Хайди Пехштейн Уте Ноак Барбара Гёбель                               | ГДР            | Чемпионат Европы                      | 23 августа 1962 г.  | Лейпциг                 | [ 62 ] |
| 17 | 4:39.1      | Мария ван Велсен Клени Бимолт Ада Кок Эрика Терпстра                              | Нидерланды     | Матч Нидерланды-Великобритания        | 28 июня 1964 г.     | Гронинген               | [ 63 ] |
| 18 | 4:38.1      | Донна де Варона Клаудиа Колб Джуди Харун Лилиан Уотсон                            | США            |                                       | 4 июля 1964 г.      | Лос-Альтос (Калифорния) |        |
| 19 | 4:34.6      | Кэти Фергюсон Синтия Гойетт Марта Рэндалл Кэти Эллис                              | США            |                                       | 28 сентября 1964 г. | Лос-Анджелес            |        |
| 20 | 4:33.9      | Кэти Фергюсон Синтия Гойетт Шэрон Стаудер Кэти Эллис                              | США            | Олимпийские игры                      | 18 октября 1964 г.  | Токио                   | [ 64 ] |
| 21 | 4:30.0      | Кендис Мур Кэти Болл Элли Дэниел Венди Фордайс                                    | США            | Панамериканские игры                  | 30 июля 1967 г.     | Виннипег                |        |
| 22 | 4:28.1      | Кей Холл Кэти Болл Элли Дэниел Сьюзан Педерсен                                    | США            |                                       | 14 сентября 1968 г. | Колорадо-Спрингс        |        |
| 23 | 4:27.4      | Сьюзи Этвуд Ким Брехт Элис Джонс Синди Шиллинг                                    | США            |                                       | 1 сентября 1970 г.  | Токио                   |        |
| 24 | 4:27.3      | Сьюзи Этвуд Клаудиа Клевенджер Элли Дэниел Линда Джонсон                          | США            | Матч CCCР-США-Великобритания          | 11 сентября 1971 г. | Минск                   |        |
| 25 | 4:25.34     | Сьюзи Этвуд Линн Видали Элли Дэниел Джейн Баркман                                 | США            |                                       | 18 августа 1972 г.  | Ноксвилл                |        |
| 26 | 4:20.75     | Мелисса Белоут Кэти Карр Дина Дирдорфф Сэнди Нилсон                               | США            | Олимпийские игры                      | 3 сентября 1972 г.  | Мюнхен                  | [ 65 ] |
| 27 | 4:16.84     | Ульрике Рихтер Ренате Фогель Розмари Котер Корнелия Эндер                         | ГДР            | Чемпионат мира                        | 4 сентября 1973 г.  | Белград                 | [ 66 ] |
| 28 | 4:13.78     | Ульрике Рихтер Ренате Фогель Розмари Котер Корнелия Эндер                         | ГДР            | Чемпионат Европы                      | 24 августа 1974 г.  | Вена                    | [ 18 ] |
| 29 | 4:13.41     | Моника Зельтманн Карола Ничке Андреа Поллак Барбара Краузе                        | ГДР            | Чемпионат ГДР                         | 5 июня 1976 г.      | Берлин                  | [ 67 ] |
| 30 | 4:07.95     | Ульрике Рихтер Ханнелоре Анке Андреа Поллак Корнелия Эндер                        | ГДР            | Олимпийские игры                      | 18 июля 1976 г.     | Монреаль                | [ 68 ] |
| 31 | 4:06.67     | Рика Райниш Уте Гевенигер Андреа Поллак Карен Метчук                              | ГДР            | Олимпийские игры                      | 20 июля 1980 г.     | Москва                  | [ 69 ] |
| 32 | 4:05.88     | Кристин Отто Уте Гевенигер Инес Гайслер Биргит Майнеке                            | ГДР            | Чемпионат мира                        | 6 августа 1982 г.   | Гуаякиль                | [ 70 ] |
| 33 | 4:05.79     | Ина Клебер Уте Гевенигер Инес Гайслер Биргит Майнеке                              | ГДР            | Чемпионат Европы                      | 26 августа 1983 г.  | Рим                     | [ 18 ] |
| 34 | 4:03.69     | Ина Клебер Сильвия Гераш Инес Гайслер Биргит Майнеке                              | ГДР            | Игры "Дружба-84"                      | 24 августа 1984 г.  | Москва                  | [ 71 ] |
| 35 | 4:02.54     | Леа Лавлесс Анита Нолл Крисси Аманн-Лейтон Дженни Томпсон                         | США            | Олимпийские игры                      | 30 июля 1992 г.     | Барселона               | [ 72 ] |
| 36 | 4:01.67     | Хэ Цыхун Дай Гохун Лю Лиминь Ле Цзинъи                                            | Китай          | Чемпионат мира                        | 10 сентября 1994 г. | Рим                     | [ 73 ] |
| 37 | 3:58.30     | Барбара Бедфорд Меган Куанн Дженни Томпсон Дара Торрес                            | США            | Олимпийские игры                      | 23 сентября 2000 г. | Сидней                  | [ 74 ] |
| 38 | 3:57.32     | Джиан Руни Лизель Джонс Петрия Томас Джоди Генри                                  | Австралия      | Олимпийские игры                      | 21 августа 2004 г.  | Афины                   | [ 75 ] |
| 39 | 3:56.30     | Софи Эдингтон Лизель Джонс Джессика Шиппер Либби Лентон                           | Австралия      | Игры Содружества                      | 21 марта 2006 г.    | Мельбурн                | [ 76 ] |
| 40 | 3:55.74     | Эмили Сибом Лизель Джонс Джессика Шиппер Либби Лентон                             | Австралия      | Чемпионат мира                        | 31 марта 2007 г.    | Мельбурн                | [ 77 ] |
| 41 | 3:52.69     | Эмили Сибом Лизель Джонс Джессика Шиппер Либби Лентон                             | Австралия      | Олимпийские игры                      | 17 августа 2008 г.  | Пекин                   | [ 78 ] |
| 42 | 3:52.19     | Чжао Цзин Чэнь Хуэйцзя Цзяо Люян Ли Чжэси                                         | Китай          | Чемпионат мира                        | 1 августа 2009 г.   | Рим                     | [ 79 ] |
| 43 | 3:52.05     | Мисси Франклин Ребекка Сони Дана Воллмер Эллисон Шмитт                            | США            | Олимпийские игры                      | 4 августа 2012 г.   | Лондон                  | [ 80 ] |
| 44 | 3:51.55     | Кэтлин Бейкер Лили Кинг Келси Далия Симона Мануэль                                | США            | Чемпионат мира                        | 30 июля 2017 г.     | Будапешт                | [ 81 ] |
| 45 | 3:50.40     | Реган Смит Лили Кинг Келси Далия Симона Мануэль                                   | США            | Чемпионат мира                        | 28 июля 2019 г.     | Кванджу                 | [ 82 ] |
| 46 | 3:49.63     | Реган Смит Лили Кинг Гретхен Уолш Торри Хаске                                     | США            | Олимпийские игры                      | 4 августа 2024 г.   | Париж                   | [ 83 ] |
| 47 | 3:49,34     | (57,57) Реган Смит (1:04.27) Кейт Дугласс (54.98) Гретхен Уолш (52,52) Торри Хаск | США            | Чемпионат мира                        | 3 августа 2025      | Сингапур                | [ 84 ] |

Примечания: # — рекорд ожидает ратификации в FINA;
Рекорды установленные не в финалах: пз — квалификация (предварительные заплывы); пф — полуфинал; э — 1-й этап эстафеты; эк −1-й этап эстафеты квалификация; б — финал Б; † — в ходе более длинного заплыва; зв — заплыв на время.

### Бассейн 25 м.
| №  | Время   | Имя                                                                    | Гражданство | Соревнование                    | Дата               | Место проведения  | Прим.         |
| -- | ------- | ---------------------------------------------------------------------- | ----------- | ------------------------------- | ------------------ | ----------------- | ------------- |
| 1  | 3:57.73 | Хэ Цыхун Дай Гохун Лю Лиминь Ле Цзинъи                                 | Китай       | Чемпионат мира                  | 5 декабря 1993 г.  | Пальма-де-Майорка | [ 85 ]        |
| 2  | 3:57.62 | Маи Накамура Масами Танака Аяри Аояма Сумика Минамото                  | Япония      | Чемпионат мира                  | 4 апреля 1999 г.   | Гонконг           | [ 86 ]        |
| 3  | 3:57.46 | Кортни Шили Кристи Ковал Киган Уолкли Марица Коррейя                   | США         | Чемпионат США                   | 17 марта 2000 г.   | Индианаполис      |               |
| 4  | 3:55.78 | Терезе Альсхаммар Эмма Игельстрём Анна-Карин Каммерлинг Йоханна Шёберг | Швеция      | Чемпионат мира                  | 5 апреля 2002 г.   | Москва            | [ 87 ]        |
| 5  | 3:54.95 | Софи Эдингтон Брук Хансон Джессика Шиппер Лисбет Лентон                | Австралия   | Чемпионат мира                  | 9 октября 2004 г.  | Индианаполис      | [ 88 ]        |
| 6  | 3:51.84 | Тейлия Циммер Джейд Эдмистон Джессика Шиппер Лисбет Лентон             | Австралия   | Чемпионат мира                  | 7 апреля 2006 г.   | Шанхай            | [ 89 ]        |
| 7  | 3:51.36 | Маргарет Хольцер Джессика Харди Рейчел Комисарц Кара Денби             | США         | Чемпионат мира                  | 11 апреля 2008 г.  | Манчестер         | [ 90 ]        |
| 8  | 3:49.45 | Кэти Мёрдок Аннамей Пирс Одри Лакруа Виктория Пун                      | Канада      | Гран-при Великобритании         | 9 августа 2009 г.  | Лидс              |               |
| 9  | 3:47.97 | Маргарет Хольцер Джессика Харди Дана Воллмер Аманда Вейр               | США         | Дуэль в бассейне                | 18 декабря 2009 г. | Манчестер         |               |
| 10 | 3:45.56 | Натали Кофлин Ребекка Сони Дана Воллмер Мисси Франклин                 | США         | Дуэль в бассейне                | 16 декабря 2011 г. | Атланта           | [ 91 ]        |
| 11 | 3:45.20 | Кортни Бартоломью Кэти Мейли Келси Далия Симона Мануэль                | США         | Дуэль в бассейне                | 11 декабря 2015 г. | Индианаполис      | [ 92 ]        |
| 12 | 3:44.52 | Оливия Смолига Лили Кинг Келси Далия Эрика Браун                       | США         | Международная плавательная лига | 21 ноября 2020 г.  | Будапешт          | [ 93 ]        |
| 13 | 3:44.35 | Клэр Курзан Лили Кинг Торри Хаске Кейт Дугласс                         | США         | Чемпионат мира                  | 18 декабря 2022 г. | Мельбурн          | [ 94 ]        |
| 14 | 3:40.41 | Реган Смит Лили Кинг Гретчен Уолш Кейт Дугласс                         | США         | Чемпионат мира                  | 15 декабря 2024 г. | Будапешт          | [ 95 ] [ 96 ] |

Примечания: # — рекорд ожидает ратификации в FINA;
Рекорды установленные не в финалах: пз — квалификация (предварительные заплывы); пф — полуфинал; э — 1-й этап эстафеты; эк −1-й этап эстафеты квалификация; б — финал Б; † — в ходе более длинного заплыва; зв — заплыв на время.

## Смешанные эстафеты

### Бассейн 50 м
| № | Время   |   | Имя | Национальность | Дата                | Соревнование     | Место             |                 |
| - | ------- | - | --- | -------------- | ------------------- | ---------------- | ----------------- | --------------- |
| 1 | 4:13.47 |   | (1:06.61) Элли Дэй (1:09.81) Майк Херли (58.63) Тэйнер Куртц (58.42) Липс Хейли                         | США            | 26 сентября 2013 г. | IU Fall Frenzy   | Блумингтон, США   | [ 97 ]          |
| 2 | 3:48.74 |   | Андрей Шабасов Вероника Попова Андрей Николаев Дарья Устинова                                           | Россия         | 16 мая 2014 г.      | Чемпионат России | Москва, Россия    | [ 98 ]          |
| 3 | 3:44.02 |   | (53.68) Кристофер Уокер-Хебборн (59.30) Адам Пити (57.51) Джемма Лоу (53.53) Франческа Халсолл          | Великобритания | 19 августа 2014 г.  | Чемпионат Европы | Берлин, Германия  | [ 99 ]          |
| 4 | 3:41.71 |   | (52.94) Кристофер Уокер-Хебборн (57.98) Адам Пити (57.02) Шивон-Мэри О’Коннор (53.77) Франческа Халсолл | Великобритания | 5 августа 2015 г.   | Чемпионат мира   | Казань, Россия    | [ 100 ]         |
| 5 | 3:40.28 | к | (52.34) Райан Мерфи (58.95) Кевин Кордес (56.17) Келси Уоррелл (52.82) Мэллори Комерфорд                | США            | 26 июля 2017 г.     | Чемпионат мира   | Будапешт, Венгрия | [ 101 ]         |
| 6 | 3:38.56 |   | (52.32) Мэтт Греверс (1:04.15) Лилли Кинг (49.92) Калеб Дрессел (52.17) Симона Мануэль                  | США            | 26 июля 2017 г.     | Чемпионат мира   | Будапешт, Венгрия | [ 102 ]         |
| 7 | 3:38.41 | к | (52.45) Сюй Цзяюй (57.96) Янь Цзыбэй (55.32) Чжан Юфэй (52.68) Янь Цзюньсюань                           | Китай          | 1 октября 2020 г.   | Чемпионат Китая  | Циндао, Китай     | [ 103 ] [ 104 ] |
| 9 | 3:37.43 |   | (52.08) Райан Мерфи (58.29) Ник Финк (55.18) Гретчен Уолш (51.88) Торри Хаск                            | США            | 3 августа 2024 г.   | Олимпийские игры | Париж, Франция    | [ 105 ]         |

Примечания к таблице: # — рекорд ожидает ратификации в FINA;
Рекорды в стадиях: к — квалификация; пф — полуфинал; б — финал Б; 

### Бассеин 25 м
| № | Время   |  | Имя                                                                                         | Гражданство | Дата            | Соревнование   | Место             | Прим. |
| - | ------- |  | ------------------------------------------------------------------------------------------- | ----------- | --------------- | -------------- | ----------------- | ----- |
| 1 | 3:30,47 |  | Мирон Лифинцев (48,90) Кирилл Пригода (54,86) Арина Суркова (55,63) Дарья Клепикова (51.08) | Россия      | 14 декабря 2024 | Чемпионат мира | Будапешт, Венгрия |       |

Условные обозначения: # — рекорд ожидает ратификации в FINA;
Рекорды в стадиях: к — квалификация; пф — полуфинал; b — финал B;